# Nan of the Woods
Pour plus de détails, voir Fiche technique et Distribution.
Nan of the Woods est un film muet américain réalisé par Fred Huntley et sorti en 1913.

## Fiche technique
- Réalisation : Fred Huntley
- Scénario : William E. Wing, d'après son histoire
- Société de production : Selig Polyscope Company
- Société de distribution : Selig Polyscope Company
- Date de sortie : 
  -  États-Unis : 5 septembre 1913

## Distribution
- Hobart Bosworth
- Ethel Davis
- Frank Newburg
- Roy Watson